# The Coasters
The Coasters, amerikansk R&B-grupp bildad i Los Angeles, Kalifornien 28 september 1955. Ett par medlemmar i gruppen hade sedan tidigare varit med i gruppen The Robins, en doo wop-grupp som var aktiv redan på 1940-talet. Gruppens texter var ofta fyllda med ironi och humor. De hade ett flertal hitsinglar under 1950-talets andra hälft och är kanske främst kända för Billboardettan "Yakety Yak" från 1958. Flera av deras hitlåtar skrevs av Mike Stoller och Jerry Leiber.
Gruppen bestod vid bildandet av Carl Gardner (tenor), Leon Hughes (andre tenor), Billy Guy, och Bobby Nunn (bas). Med debutsingeln "Down in Mexico" fick de sin första hitsingel i USA 1956. Än framgångsrikare blev låtarna "Young Blood" och "Searchin' " som släpptes 1957. Efter de två låtarna ersattes Nunn och Hughes av Will "Dub" Jones och Cornell Gunter. I den nya inkarnationen spelade gruppen in vad som skulle bli deras största hit och enda Billboardetta, "Yakety Yak" från 1958. Även uppföljaren "Charlie Brown" blev en stor hit. "Poison Ivy" och "Along Came Jones" blev deras sista topp 10-hitar 1959. De hade sedan några halvstora hitsinglar så som "Run Red Run" (1959), "Wait a Minute" och "Little Egypt" (båda 1961).
Efter "Little Egypt" lämnade Gunter gruppen för att ersättas av Earl "Speedo" Carroll. Vid mitten av 1960-talet sågs de inte på listorna lika ofta längre. Vid tidpunkten då gruppen fick sin sista listplacering i USA med "Love Potion Number Nine" 1971 var bara Gardner kvar från originalinkarnationen. Han fortsatte att leda sin grupp fram tills han avled 2011. Andra gamla medlemmar startade också "egna" Coasters-grupper, men Gardner var den som var aktiv med sin version längst.

## Medlemmar
Nuvarande medlemmar
- J. W. Lance – huvudsångare, tenor (2001–idag)
- Primotivo Candelara – baryton (2008–idag)
- Robert Fowler – bas (2015-idag)
- Dennis Anderson – tenor (2011–idag)

Tidigare medlemmar
(Medlemmar invalda i Rock and Roll Hall of Fame i fet stil)
- Carl Gardner – huvudsångare (1955–2005)
- Billy Guy – baryton (1955–1973)
- Bobby Nunn – bas (1955–1957, död 1986)
- Leon Hughes – tenor (1955–1957)
- Adolph Jacobs – gitarr (1956–1959)
- Young Jessie – tenor (1957)
- Will "Dub" Jones – bas (1958–1967, död 2000)
- Cornell Gunter – tenor (1958–1961, död 1990)
- Albert "Sonny" Forriest – gitarr (1959–1961)
- Earl "Speedo" Carroll – tenor (1961–1979)
- Thomas "Curley" Palmer – gitarr (1962–2011)
- Vernon Harrell – baryton (1965–1967)
- Ronnie Bright – bas (1968–2009)
- Jimmy Norman – baryton (1969-1972, 1973-1978, 1980–1997)
- Alvin Morse – baryton (1997–2008)
- Carl Gardner, Jr. – tenor (1997–2001, 2004), huvudsångare (2005–2011)
- Eddie Whitfield – bas (2009–2014)

Studiomusiker
- George Barnes - gitarr
- Alan Hanlon - gitarr
- Tony Mottola - gitarr
- Sonny Forriest - gitarr
- Wendell Marshall - bas
- Abie Baker - bas
- Joe Marshall - trummor
- Gary Chester - trummor
- Sticks Evans - trummor
- Mike Stoller - piano
- King Curtis - tenorsaxofon
- Bobby Rosengarden - slagverk

## Diskografi

### Album
- 1957 - The Coasters (Atco LP 33-101)
- 1959 - The Coasters' Greatest Hits (Atco LP 33-111)
- 1960 - The Coasters One By One (Atco LP 33-123)
- 1962 - Coast Along with The Coasters (Atco LP 33-135)
- 1965 - That Is Rock & Roll (Clarion LP 605)
- 1971 - Their Greatest Recordings: The Early Years (Atco LP SD33-371)
- 1972 - The Coasters On Broadway (King LP KS1146)
- 1975 - 16 Greatest Hits (Trip TOP LP 16-7)
- 1982 - Young Blood (Atlantic DeLuxe LP AD 2-4003)

### Hitsingellista
| 3/56  | "Down In Mexico" b/w "Turtle Dovin'" | -  | -  | 8  |
| 9/56  | "One Kiss Led to Another"            | 73 | -  | 11 |
| 5/57  | "Young Blood" c/w                    | 8  |    | 1  |
| 5/57  | "Searchin'"                          | 3  | 30 | 1  |
| 10/57 | "Idol with the Golden Head"          | 64 | -  | -  |
| 5/58  | "Yakety Yak"                         | 1  | 12 | 1  |
| 2/59  | "Charlie Brown"                      | 2  | 6  | 2  |
| 5/59  | "Along Came Jones"                   | 9  | -  | 14 |
| 8/59  | "Poison Ivy" c/w                     | 7  | 15 | 1  |
| 8/59  | "I'm a Hog For You"                  | 38 | -  | -  |
| 12/59 | "Run Red Run"                        | 36 | -  | 29 |
| 12/59 | "What About Us"                      | 47 | -  | 17 |
| 5/60  | "Besame Mucho"                       | 70 | -  | -  |
| 6/60  | "Wake Me, Shake Me"                  | 51 | -  | 14 |
| 10/60 | "Shoppin' for Clothes"               | 83 | -  | -  |
| 2/61  | "Wait a Minute"                      | 37 | -  | -  |
| 4/61  | "Little Egypt (Ying-Yang)"           | 23 | -  | 16 |
| 8/61  | "Girls Girls Girls (Part II)"        | 96 | -  | -  |
| 3/64  | "T'ain't Nothin' To Me"              | 64 | -  | 20 |
| 12/71 | "Love Potion Number Nine"            | 76 | -  | -  |
| 8/94  | "Sorry But I'm Gonna Have To Pass"   | -  | 41 | -  |

## Fotnoter
1. ↑  Rock and Roll Hall of Fame-ID: coasters.[källa från Wikidata]
2. ↑  Biografi på Discogs
3. 1 2 3  Biografi på allmusic.com - Steve Huey
4. ↑  The Coasters på allmusic.com: Awards
5. ↑  Official Charts Company: The Coasters